# Calamotropha olarui
Calamotropha olarui là một loài bướm đêm trong họ Crambidae.